# Radio TeleTaxi
Radio TeleTaxi és una cadena de ràdio catalana, actualment expandida pel País Valencià, Regió de Múrcia i Aragó, amb presència també a Andorra.
Radio TeleTaxi, propietat de Justo Molinero, emet les 24 hores una programació amb música popular de tots els temps i compta amb la participació dels seus oients a través de diferents canals de contacte. També va tenir dos canals de televisió fins que els va haver de tancar el 2016.

## Història
La història de Radio TeleTaxi estàs lligada a la del seu fundador, Justo Molinero, un andalús establert en Catalunya que principis dels anys 1980 treballava com a taxista. En 1982, de cara al Mundial de Futbol, va posar en marxa Radio Tele-Taxi, una emissora de ràdio originalment destinada als companys taxistes. Els primitius estudis eren al carrer Sant Carles, 48 de Santa Coloma de Gramenet.
A la fi de 1986 va ser clausurada per no disposar de llicència administrativa. Un any després, Molinero i gran part del seu equip van reprendre l'activitat després d'adquirir l'emissora RM Radio de Mataró. En 1992 Molinero va obtenir una llicència per a emetre en FM, la qual cosa va suposar el ressorgir de Radio TeleTaxi, iniciant una nova etapa legalitzada.
Durant els anys 1990 i 2000 Ràdio TeleTaxi ha viscut un gran creixement, afegint noves freqüències que li permeten cobrir tota Catalunya i altres territoris veïns com el País Valencià, Aragó i Andorra. La seva popularitat li va facilitar mantenir bones relacions amb l'aleshores president de la Generalitat Jordi Pujol i Soley. Justo Molinero va obtenir un dels Premis Ondas 2006 per la seva trajectòria.

## Freqüències de Radio TeleTaxi
Província de Barcelona
- Barcelona: 97.7 FM
- Cabrils: 90.2 FM
- Manresa: 88.5 FM

 Província de Girona
- Palamós: 89.6 FM
- Girona: 105.1 FM
- Blanes: 93.7 FM
- Puigcerdà: 90.3 FM

 Província de Lleida
- Lleida: 89.8 FM

 Província de Tarragona
- Tarragona: 92.9 FM
- Terres de l'Ebre: 99.0 FM

 Andorra
- Andorra la Vella: 90.1 FM